# Уніме
Уніме (пол. Unimie) — село в Польщі, у гміні Лобез Лобезького повіту Західнопоморського воєводства.
Населення — 138 осіб (2011).
У 1975-1998 роках село належало до Щецинського воєводства.

## Демографія
Демографічна структура станом на 31 березня 2011 року:
|          | Загалом | Допрацездатний вік | Працездатний вік | Постпрацездатний вік |
| -------- | ------- | ------------------ | ---------------- | -------------------- |
| Чоловіки | 64      | 10                 | 45               | 9                    |
| Жінки    | 74      | 21                 | 41               | 12                   |
| Разом    | 138     | 31                 | 86               | 21                   |